# 313-я чехословацкая эскадрилья
313-я чехословацкая эскадрилья (англ. No. 313 Squadron RAF, чеш. 313. československá stíhací peruť RAF) — истребительная эскадрилья Королевских ВВС Великобритании, состоявшая из чехословацких добровольцев и участвовавшая во Второй мировой войне. Позывные пилотов этой эскадрильи начинались с букв RY.

## История
В хронологическом порядке 313-я эскадрилья была четвёртой чехословацкой в составе ВВС Великобритании. Образована 10 мая 1941 года на авиабазе Кэттерик в Северном Йоркшире из бежавших чехословацких пилотов, которые участвовали в битве за Францию. С августа 1941 года пилоты эскадрильи патрулировали небо над Францией. В мае 1942 года эскадрилья начала совместное участие с 311-й и 312-й чехословацкими эскадрильями. В конце 1943 года в составе 84-й группы 2-го тактического воздушного флота 313-я эскадрилья начала подготовку к высадке союзных войск в Нормандии, в июне 1944 года она поддержала 33-ю эскадрилью в рамках операции. В июле месяце эскадрилья перебралась на авиабазу Скапа-Флоу, главную базу КВМС Великобритании, а в октябре 1944 года перебралась в Восточную Англию, откуда совершала регулярные налёты на Германию и Нидерланды. В результате боевых действий эскадрилья сбила 12 самолётов официально (также иногда добавляются 8 неподтверждённых побед) и тяжело повредила 16 вражеских машин. 29 пилотов погибли во время войны. В августе 1945 года вернулась в Чехословакию, официально расформирована 15 февраля 1946 года.

## Командиры эскадрильи
| Йозеф Яшке      | 20.07.1941 – 15.12.1941 |
| Гордон Синклэр  | 10.5.1941 – 24.09.1941  |
| Карел Мразек    | 15.12.1941 – 26.06.1942 |
| Ярослав Химр    | 26.06.1942 – 24.09.1943 |
| Франтишек Файтл | 24.09.1943 – 31.01.1944 |
| Вацлав Бергман  | 31.01.1944 – 22.05.1944 |
| Алоис Хохмал    | 22.05.1944 – 01.09.1944 |
| Карел Касал     | 01.09.1944 – 15.11.1944 |
| Отмар Кучера    | 15.11.1944 – 16.02.1946 |

## Память
- Памятник крылатого льва